# World Mixed Doubles 2024
World Mixed Doubles 2024 – nierankingowy turniej par mieszanych sezonu 2023/2024 w snookerze. Odbył się w dniach 30–31 marca 2024 w hali Manchester Arena w brytyjskim Manchester. W zawodach wzięło udział łącznie ośmiu uczestników. Pula nagród w turnieju wyniosła 140 000 funtów szterlingów.

## Faza grupowa
| Pozycja | Zawodnicy                             | Mecze wygrane | Mecze zremisowane | Mecze przegrane | Frejmy ogöłem | Frejmy wygrane | Frejmy przegrane | Najwyższy brejk | Punkty |
| ------- | ------------------------------------- | ------------- | ----------------- | --------------- | ------------- | -------------- | ---------------- | --------------- | ------ |
| 1.      | Mark Selby Rebecca Kenna              | 1             | 2                 | 0               | 12            | 7              | 5                | 90              | 7      |
| 2.      | Luca Brecel Reanne Evans              | 1             | 1                 | 1               | 12            | 6              | 6                | 42              | 6      |
| 3.      | Judd Trump Siripaporn Nuanthakhamjan  | 1             | 1                 | 1               | 12            | 6              | 6                | 89              | 6      |
| 4.      | Neil Robertson Nutcharut Wongharuthai | 0             | 2                 | 1               | 12            | 5              | 7                | 50              | 5      |

| Robertson / Wongharuthai | 2–2 | Brecel / Evans           |
| Trump / Nuanthakhamjan   | 2–2 | Selby / Kenna            |
| Brecel / Evans           | 3–1 | Trump / Nuanthakhamjan   |
| Selby / Kenna            | 2–2 | Robertson / Wongharuthai |
| Robertson / Wongharuthai | 1–3 | Trump / Nuanthakhamjan   |
| Selby / Kenna            | 3–1 | Brecel / Evans           |

## Finał
| Finał: Manchester Central, Manchester – 31 marca 2024 Sędzia: Maike Kesseler | Finał: Manchester Central, Manchester – 31 marca 2024 Sędzia: Maike Kesseler | Finał: Manchester Central, Manchester – 31 marca 2024 Sędzia: Maike Kesseler |
| ---------------------------------------------------------------------------- | ---------------------------------------------------------------------------- | ---------------------------------------------------------------------------- |
| Mark Selby Rebecca Kenna                                                     | 2–4                                                                          | Luca Brecel Reanne Evans                                                     |
| 111–0 (57), 54–19, 52–62, 7–67 (67), 50–26, 71–25                            |                                                                              |                                                                              |
| 67                                                                           | Najwyższy break                                                              | 59                                                                           |
| 0                                                                            | 100+ breaki                                                                  | 0                                                                            |
| 1                                                                            | 50+ breaki                                                                   | 2                                                                            |